# Termofluencia
La termofluencia es la deformación ocurrida cuando se somete un material a altas temperaturas , durante largos periodos de tiempo y bajo una carga constante (aun cuando dicha tensión o esfuerzo sea menor que su resistencia a la fluencia). La termofluencia es causada por el movimiento de las dislocaciones, las cuales ascienden en la estructura cristalina a causa de la difusión. 
La dislocación no se mueve sobre un plano de deslizamiento como sería el caso de la deformación plástica, causadas por una fuerza mayor, sino que se mueve perpendicular a su plano de deslizamiento.
Al hablar de los tipos de fracturas que sufren los materiales debido a la influencia de la temperatura, la tensión de fluencia (movimiento de dislocaciones) disminuye al aumentar la temperatura, es decir que cuando se realiza el ensayo de tensión - deformación a temperatura ambiente, se observa que el comportamiento elástico de la deformación se puede definir mediante la ley de Hooke y no cambia con la temperatura. Si este ensayo se realiza a temperatura elevada se observa que la deformación aumenta de forma gradual con el tiempo. Inicialmente se presenta una deformación elástica instantánea y luego una deformación plástica. La fluencia se puede definir como la deformación plástica que tiene lugar a temperatura elevada bajo una carga constante y durante un periodo largo de tiempo.

## Aplicaciones
Es importante en aplicaciones de alta temperatura, como los álabes de las turbinas de gas y componentes similares en motores de aviones y de cohetes. Por otro lado es útil en líneas de vapor a alta presión, y en hornos de fundición de materiales no ferrosos ya que están sometidos a elevadas temperaturas.

## Ensayo de termofluencia
Se somete a algún material a esfuerzos axiales a una temperatura específica, y se va midiendo la deformación y los cambios de longitud que se va provocando en el espécimen. Las curvas producidas en un ensayo de termofluencia muestran etapas primarias, secundarias y terciarias. La evaluación finalmente termina cuando el material entra en deformación plástica y posteriormente llega a la fractura.

## Relajación de esfuerzos
Los esfuerzos que resultan al aplicar carga disminuyen en magnitud en cierto periodo de la prueba, aunque las dimensiones permanezcan constantes. 